# Homeoreza
Homeoreza je fiziološki proces presnove v telesu, potreben za vzdrževanje (nekega določenega) fiziološkega stanja:
- brejost in nosečnost (prerazporeditev hranilnih - energetskih snovi za potrebe plodu)
- laktacija (prerazporeditev hranilnih - energetskih snovi v mlečno železo)
- rast in razvoj (prerazporeditev hranilnih - energetskih snovi v različne predele telesa)
- mišično delo (prerazporeditev hranilnih - energetskih snovi v mišice)
- stradanje (praznjenje telesnih skladišč)
- menjava dlake, perja (procesi golenja, izpadanja perja in rasti novega)
- rast nohtov, kremljev, las ( procesi urejanja rasti, zagotavljanja hranilnih - energetskih snovi v področju rasti)